# Conférence des évêques lettons
La Conférence des évêques lettons (en letton : Latvijas Biskapu Konference) est une conférence épiscopale de l’Église catholique qui réunit les ordinaires de Lettonie.
La conférence est représentée à la Commission des épiscopats de l’Union européenne (COMECE). Son président participe également au Conseil des conférences épiscopales d’Europe (CCEE), avec une petite quarantaine d’autres membres.

## Historique
La conférence a été fondée le 15 novembre 1997. Sa première réunion a eu lieu le 29 juin 1998 dans la basilique de l’Assomption d’Aglona.

## Sanctuaires
La basilique de l’Assomption d’Aglona est devenue sanctuaire international à l’entrée en vigueur (peut-être en 2002 ?) d’un accord signé en 2000 entre le Vatican et la Lettonie ; elle avait probablement été nommée sanctuaire national précédemment par la conférence. Cette dernière n’en a pas nommé d’autre.